# Рагимова, Дурия Гюльбабаевна
Дури́я Гюльба́баевна Раги́мова (лезг. Регьимрин Дуьрия Гуьлбабадин руш25 марта 1929; Кимиль, Азербайджанская АССР — 29 марта 2014; Дербент, Дагестан) — лезгинская певица и актриса

, режиссёр и руководитель театра, публицист, переводчица

, общественный и политический деятель. Заслуженная артистка (1965) и народная артистка Дагестанской АССР (1977).

## Биография
Дурия Рагимова родилась 25 марта 1929 года в селе Кымыл (Кимиль) Губинского района в семье учителя. Отец очень любил песни, музыку, играл на таре. В школьные годы участвовала и побеждала в районных и республиканских музыкальных фестивалях. Училась в Кубинском педучилище. Её преподавателями музыки там были Фетулла Рагимханов и Эждер Герейханов, которые впоследствии ставшие известными композиторами. В педучилище вместе с ней учился будущий поэт и композитор Асеф Мехман. Дурия Рагимова исполнила первые его песни.
После окончания педучилища работала учителем в детдоме. Затем директором Дома культуры Кубинского района. С 1960 года работала в Кубинский государственный драматический театр им. А. Бакиханова. Исполнила более 30 ролей. После закрытия театра в 1962 году по приглашению Министерства культуры Дагестанской АССР вместе с семьей переезжает в Дагестан. Сначала работала в радиокомитете , а потом актрисой Лезгинского музыкально-драматического театра им. С. Стальского. В этом театре за более чем 25 лет она исполнила 50 ролей. Часто выступала с сольными концертными программами перед зрителями.
В 1965 году удостоена почетного звания заслуженной артистки Дагестанской АССР, в 1977 году — звания народной артистки Дагестанской АССР. В 1986 году награждена орденом Дружбы народов. Несколько раз её избиралась депутатом городского и районного Советов народных депутатов города Дербента и Дербентского района.
После ухода Лезгинского театра (1989 г.) стала руководителем и одним из основателей Дербентского азербайджанского народного театра. Работала актрисой и режиссёром этого театра.
Ушла из жизни в марте 2014 года в Дербенте после продолжительной болезни.
В апреле 2022 года в Государственном лезгинском музыкально-драматическом театре им. С.Стальского состоялся республиканский конкурс национальной песни Дурии Рагимовой, целью которого было выявление новых, молодых талантов, развитие и стимулирование их творчества и сохранения, развития и популяризации национальной песни.